# Évires
Évires ist eine Ortschaft und eine ehemalige französische Gemeinde mit 1.410 Einwohnern (Stand: 1. Januar 2022) im Département Haute-Savoie in der Region Auvergne-Rhône-Alpes. Sie war Teil des Arrondissements Annecy.
Mit Wirkung vom 1. Januar 2017 wurden die bis dahin selbstständigen Gemeinden Aviernoz, Évires, Les Ollières, Saint-Martin-Bellevue und Thorens-Glières zu einer Commune nouvelle mit dem Namen Fillière zusammengelegt und besitzen in der neuen Gemeinde den Status einer Commune déléguée. Der Verwaltungssitz befindet sich im Ort Thorens-Glières.

## Geographie
Évires liegt auf 825 m, etwa 18 Kilometer nordnordöstlich der Stadt Annecy (Luftlinie). Die Streusiedlung erstreckt sich auf dem Hochplateau von Bornes, über dem Tal des Daudens, zwischen dem Salève im Nordwesten und den Bornes-Alpen im Südosten, im östlichen Genevois.
Der südliche Teil des Gebietes wird durch den Daudens und seine Seitenbäche in bewaldeten Erosionstälern nach Südwesten zum Fier entwässert. Nach Norden erstreckt sich das Areal auf das breite, überwiegend von Wiesland bestandene Hochplateau von Bornes. Ganz im Norden liegt das Quellgebiet des Foron, eines linken Zuflusses der Arve.
Im Umland befinden sich auch zahlreiche Weilersiedlungen und Gehöfte, darunter:
- Daudens (720 m) auf der südlichen Seite des Daudens-Tales
- Jouvenet (780 m) am nördlichen Talhang des Daudens
- Pralet (790 m) am Rand des Plateaus von Bornes
- Pré Magnoux (810 m) auf dem Hochplateau
- Gonin (820 m) auf dem Hochplateau
- Marmiton (825 m) auf dem Hochplateau
- Le Villard (830 m) auf dem Hochplateau
- Le Chaumet (886 m) auf dem Hochplateau

Nachbarorte von Évires sind Arbusigny und La Chapelle-Rambaud im Norden, Etaux und La Roche-sur-Foron im Osten, Thorens-Glières im Süden sowie Groisy und Menthonnex-en-Bornes im Westen.

## Geschichte
Das Gebiet um Évires war bereits im vorgeschichtlicher Zeit besiedelt, was anhand verschiedener Funde, darunter ein Bronzearmband, belegt werden konnte. Évires wird jedoch erst 1275 erstmals urkundlich erwähnt. Der Ortsname geht auf das altfranzösische Wort eve (Wasser) zurück.

## Sehenswürdigkeiten
Die Dorfkirche von Évires wurde im Stil der Neugotik errichtet. Hier gibt es zwei Museen, nämlich das Musée de l’Outil (Werkzeugmuseum) und das Musée de poterie traditionnelle savoyarde (traditionelle Töpferei).

## Bevölkerung
| Jahr | Einwohner |
| ---- | --------- |
| 1962 | 705       |
| 1968 | 637       |
| 1975 | 651       |
| 1982 | 776       |
| 1990 | 943       |
| 1999 | 1061      |
| 2004 | 1259      |

In der ersten Hälfte des 20. Jahrhunderts nahm die Bevölkerungszahl kontinuierlich ab (1901 zählte Évires genau wie 2004 1259 Einwohner). Seit Mitte der 1970er Jahre wurde jedoch wieder eine deutliche Bevölkerungszunahme verzeichnet.

## Wirtschaft und Infrastruktur
Évires ist noch heute ein vorwiegend durch die Landwirtschaft geprägtes Dorf. Daneben gibt es einige Betriebe des lokalen Kleingewerbes. Einige Erwerbstätige sind Wegpendler, die in den größeren Ortschaften der Umgebung sowie im Raum Genf-Annemasse und Annecy ihrer Arbeit nachgehen.
Die Ortschaft liegt abseits der größeren Durchgangsstraßen, kann aber von der Hauptstraße N203, die von Annecy über das Bornes-Plateau nach La Roche-sur-Foron führt, leicht erreicht werden. Der nächste Anschluss an die Autobahn A41, welche das Gebiet durchquert, befindet sich in einer Entfernung von rund zehn Kilometern. Évires besaß zudem einen Bahnhof an der Bahnstrecke Aix-les-Bains–Annemasse.